# Stora Hästefjorden
Stora Hästefjorden är en sjö i Vänersborgs kommun i Dalsland och ingår i Göta älvs huvudavrinningsområde. Sjön är 16 meter djup, har en yta på 8,42 kvadratkilometer och befinner sig 62 meter över havet. Vid provfiske har en stor mängd fiskarter fångats, bland annat abborre, björkna, braxen och gers. Hästefjorden är en ca 1,2 mil lång och väldigt grund sjö där den djupaste punkten är 16 meter.

## Delavrinningsområde
Stora Hästefjorden avvattnas genom Futtenkanalen till Östra Hästefjorden.
Stora Hästefjorden ingår i delavrinningsområde (648623-128673) som SMHI kallar för Utloppet av Stora Hästefjorden. Medelhöjden är 69 meter över havet och ytan är 50,05 kvadratkilometer. Räknas de 8 avrinningsområdena uppströms in blir den ackumulerade arean 190,13 kvadratkilometer. Dalbergsån (Flagerån) som avvattnar avrinningsområdet har biflödesordning 2, vilket innebär att vattnet flödar genom totalt 2 vattendrag innan det når havet efter 172 kilometer. Avrinningsområdet består mestadels av skog (26 procent), öppen mark (15 procent) och jordbruk (35 procent). Avrinningsområdet har 8,53 kvadratkilometer vattenytor vilket ger det en sjöprocent på 17 procent.

## Fisk
Vid provfiske har följande fisk fångats i sjön:
- Abborre
- Björkna
- Braxen
- Gärs
- Gädda
- Gös
- Lake
- Löja
- Mört
- Sarv